# Abelia triflora
Abelia triflora es una especie de arbusto perteneciente a la familia Caprifoliaceae.

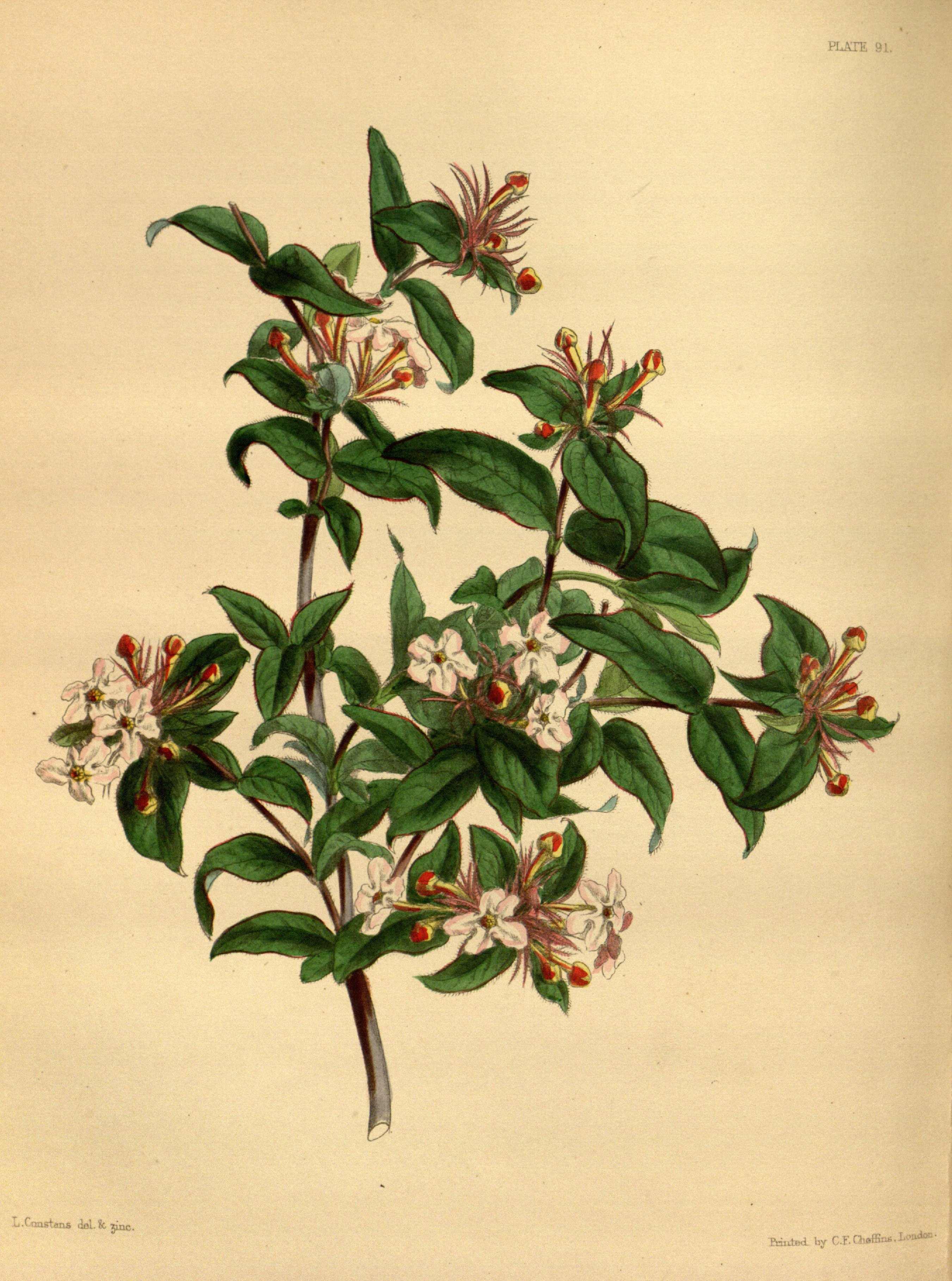
Ilustración

## Descripción
Son arbustos con múltiples ramas arqueadas, con hojas ovadas de 2-6 cm de longitud y flores acampanadas blancas o rosas con 2 cm de largo. Reaccionan de forma diferente al frío, pudiendo las más resistentes vivir en condiciones adversas. Prefieren sol directo o la semisombra y prosperan en suelos drenados.

## Taxonomía
Abelia triflora fue descrita por R.Br. ex Wall. y publicado en Plantae Asiaticae Rariores 1: 14–15, pl. 15. 1830[1829].
Etimología
Abelia: nombre genérico otorgado por Robert Brown en 1818 en honor al médico y naturalista británico Clarke Abel (1780-1826) que lo introdujo en Europa desde China, donde descubrió el género.
triflora: epíteto latino que significa "con tres flores.
Sinonimia
- Linnaea triflora A.Braun & Vatke
- Zabelia triflora (R.Br.) Makino[3]